# Almindelig bukketorn
Almindelig bukketorn (Lycium barbarum) eller blot bukketorn er en op til 2,5 meter høj busk, der vokser i klitter og langs veje. De grønne dele af planten er giftig, men bærrene har fået stigende anvendelse i alternativ medicin og markedsføres under navnet "Goji-bær".

## Beskrivelse
Bukketorn er en løvfældende busk med en buet overhængende vækstform. Barken er først lyst grågrøn og furet, men snart bliver den grå og fortsat furet. Grenene er besat med spidse, men ikke særligt synlige torne. Kno-pperne er spredtsiddende og knudeagtige med grå knopskæl.
Bladene er helrandede og ovale med læderagtig (næsten sukkulent) og grågrøn overside, mens undersiden er en anelse lysere i farven. Blomstringen sker over en lang periode mellem juni og september, hvor man kan finde de lysviolette, regelmæssige blomster i bladhjørnerne. Frugterne er orangerøde bær, som rummer frø, der modner godt og spirer villigt.
Rodnettet er vidt forgrenet og meget fint. Desuden danner planten underjordiske udløbere.
Højde x bredde og årlig tilvækst: 2 x 2 m (50 x 50 cm/år).

## Voksested
Arten er hjemmehørende i Kinas vestlige og centrale provinser, hvor den findes på lysåbne voksesteder med varm og fugtig jord med lavt indhold af kalk og kvælstof. Den tolererer delvis skygge. Busken er desuden naturaliseret på stenede kyster i store dele af det nordlige Europa. Den er hårdfør til zone 6.
I Danmark er den almindelig de fleste steder, f.eks i klitter, langs veje og på stengærder. Arten betragtes som en invasiv art i Danmark og er på Naturstyrelsens sortliste, hvor det vurderes at den "kan bekæmpes lokalt til acceptabelt niveau, men kan ikke udryddes nationalt".
På den højeste del af stranden kan den findes sammen med bl.a. alm. kvik, strandkål, klitrose og sandhjælme. Ved Alpernes østlige udløbere i det nordlige Burgenland, Østrig, findes arten på ruderater sammen med bl.a. kløvplade, seglblad, skarntyde, slangehoved, alm. tidselkugle, æselfoder, glat burre, gul reseda, gærdekartebolle, langbladet vortemælk, lægeoksetunge, rundbladet hareøre, rød tandbæger, seglsneglebælg, tornet salat og tvebo galdebær.

## Anvendelse
Busken bruges som underplantning i læhegn og til sikring af standbredder og vejskrænter.
Bær og bark spiller en stor rolle i traditionel, kinesisk medicin. Her mener man, at de har gunstig virkning på bl.a. immunforsvaret, synet, leverfunktionen, kredsløbet og produktionen af sædceller. I kinesisk sprogbrug er bærrene søde i smagen (som rosiner) og neutrale i deres virkning. De kan spises rå, som te eller i tinktur. Bærrene er rige på A-vitamin, B1-, B2- og andre vitaminer, mineraler, antioxidanter og aminosyrer. Firmaer, der forhandler de tørrede bær, de såkaldte "goji-bær", hævder at de også indeholder isoleucin, tryptofan, zink, jern, kobber, calcium, germanium, selen, fosfor, B6- (Pyridoxin, Pyridoxal og Pyridoxamin), C-vitamin, og E-vitamin (Tocoferol).
- Vækstform
- Frugter
- Tørrede frugter, "goji-bær"

| Portal | Portal:Botanik |